# 7481 San Marcello
7481 San Marcello è un asteroide della fascia principale esterna. Scoperto nel 1994, presenta un'orbita caratterizzata da un semiasse maggiore pari a 2,920259 UA e da un'eccentricità di 0,043794, inclinata di 12,776849° rispetto all'eclittica. Ha un diametro di 11,175 km, un periodo di rotazione di 1,4 ore e un'albedo di 0,170.
Fa parte della famiglia di asteroidi San Marcello.
L'asteroide è dedicato al paese di San Marcello Pistoiese, dove si trova l'osservatorio astronomico della Montagna pistoiese.